# Iszkoszim (góry)
Iszkoszim (tadż.: қаторкӯҳи Ишкошим, katorkuhi Iszkoszim; ros.: Ишкашимский хребет, Iszkaszymskij chriebiet) – pasmo górskie w południowo-zachodnim Pamirze, na południu Tadżykistanu. Rozciąga się na długości ok. 90 km i biegnie wzdłuż prawego brzegu rzeki Pandż. Najwyższy szczyt, Szczyt Majakowskiego, osiąga wysokość 6096 m n.p.m. Występują zlodowacenia. Pasmo zbudowane głównie z gnejsów, amfibolitów i innych prekambryjskich skał metamorficznych. Zbocza porośnięte roślinnością pustynną i stepową. W głębokich dolinach rzecznych występują zarośla jałowca. Pasmo znane z gorących źródeł mineralnych.